# Ани Мартен Рије
Ани Мартен Рије (фр. Any-Martin-Rieux) насеље је и општина у североисточној Француској у региону Пикардија, у департману Ен (Пикардија) која припада префектури Вервен.
По подацима из 2011. године у општини је живело 474 становника, а густина насељености је износила 26,73 становника/km². Општина се простире на површини од 17,73 km². Налази се на средњој надморској висини од 207 метара (максималној 266 m, а минималној 197 m).

## Демографија
| 1962. | 1968. | 1975. | 1982. | 1990. | 1999. | 2011. |
| ----- | ----- | ----- | ----- | ----- | ----- | ----- |
| 569   | 631   | 559   | 498   | 525   | 505   | 474   |

График промене броја становника у току последњих година